# Misja w czasie
Misja w czasie (oryg. Seven Days) – amerykańsko–kanadyjski serial telewizyjny, oryginalnie emitowany w latach 1998–2001 przez stację UPN. W Polsce serial ukazał się na antenie stacji Polsat.

## Fabuła
Prześladowany przez CIA były członek oddziałów specjalnych, chrononauta Frank Parker (LaPaglia), zostaje wyposażony w najnowocześniejszą aparaturę, która umożliwia podróż w czasie. Dzięki tym zdobyczom techniki, może się przenosić w przeszłość i zapobiegać katastrofom, które wstrząsnęły życiem na Ziemi. Jego misja w czasie może maksymalnie trwać siedem dni.
Wszystko zaczyna się, gdy byli agenci radzieckiego wywiadu KGB wysadzają nad Białym Domem w Waszyngtonie samolot wyładowany materiałami wybuchowymi. W wyniku eksplozji giną prezydenci Stanów Zjednoczonych i Rosji, prowadzący w tym czasie rozmowy na szczycie. Jednocześnie w tajnej bazie wojskowej na pustyni Nevada dobiegają końca badania nad znalezionym w Roswell w roku 1947 urządzeniem, umożliwiającym podróże w czasie: zwanym Chronosphere. W ośrodku pracują: Nate Ramsey, były agent FBI – Dana MacMillian, były oficer marynarki wojennej, komandor Craig Donovan i radziecka uczona, która przeszła na stronę Amerykanów – Olga Vukavitch. Ponadto w badaniach uczestniczy Isaac Mentnor, który wcześniej pracował nad programem Projekt Manhattan, dotyczącym budowy pierwszej amerykańskiej bomby atomowej.
Każdy odcinek serialu rozpoczyna się następującym cytatem, wypowiadanym przez głównego bohatera: Chcielibyście ponownie przeżyć ubiegły tydzień? Ja robię to cały czas. W ramach tajnego projektu rządowego, cofam się w czasie. Kiedy coś nawali, skaczę w przeszłość, żeby to naprawić. Niestety, mogę się cofać tylko o siedem dni.

## Obsada
- Jonathan LaPaglia (kmdr Francis „Frank” Bartholomew Parker: 66 odcinków)[2]
- Justina Vail (dr Olga Vukavitch: 66 odcinków)
- Don Franklin (kmdr Craig Donovan: 66 odcinków)
- Nick Searcy (Nathan "Nate" Ramsey: 66 odcinków)
- Alan Scarfe (dr Bradley Talmadge: 66 odcinków)
- Norman Lloyd (dr Isaac Mentnor: 49 odcinków)
- Sam Whipple (dr John Ballard, do serii 2.: 47 odcinków)
- Kevin Christy (Andrew „Hooter” Owsley, od serii 3.: 16 odcinków)